# Ignacy Rozwadowski
Ignacy Rozwadowski herbu Trąby (ur. 1702, zm. 1777) – urzędnik ziemski I Rzeczypospolitej.

## Życiorys
Urodził się w 1702. Wywodził się z gałęzi szlacheckiej rodu Rozwadowskich herbu Trąby. Był synem Macieja (ur. 1647, podstoli radomski) i Barbary Dzianott herbu Grzymała. 
W 1743 był w niewoli w Gdańsku. Był zast. possesorem w Turczem, podczaszym radomski 1753.
Zmarł w 1777. Był żonaty z Teresą z domu Białoskórską herbu Abdank (córka Mikołaja, skarbnika zakroczymskiego). Mieli syna Kazimierza (ur. 1748 lub 1757, zm. 1836, pułkownik wojsk polskich) i Franciszka (1768-1859, rotmistrz wojsk polskich).